# Gustavo Gutiérrez
Gustavo Gutiérrez Merino OP (8. června 1928 Lima – 22. října 2024 tamtéž) byl peruánský teolog, příslušník dominikánského řádu, zakladatelská osobnost teologie osvobození.

## Život
Vystudoval medicínu na Národní univerzitě svatého Marka v Limě a teologii na Katolické univerzitě v Lovani a Katolické univerzitě v Lyonu, roku 1959 byl vysvěcen na kněze. Jeho myšlení výrazně ovlivnily zkušenosti z pastorační činnosti v chudinských čtvrtích. V roce 1973 vydal svoji stěžejní práci Teología de la liberación. Vychází v ní z velikonoční symboliky vzkříšení, kterou aplikuje na sociální a politické poměry latinskoamerických zemí: „Kristus se stal člověkem v těchto všeobsáhlých dějinách, které nejsou dějinami na okraji konkrétního lidského života. Jeho osvobozující čin je středem historického vývoje lidstva. Proto je boj za spravedlivou společnost ve vlastním smyslu součástí dějin spásy.“ Víra v Království Boží je podle něj logicky spojena s usilováním o spravedlivější uspořádání společnosti. Gutiérrez byl obviňován ze sympatií k marxismu a z usilování o násilnou změnu poměrů; na to odpověděl: „Násilí tu už je, je institucionalizované a my máme právo se bránit.“
Gutiérrez obdržel za svou činnost Řád čestné legie a Cenu knížete asturského, byl zvolen členem American Academy of Arts and Sciences. Byl profesorem na University of Notre Dame, spoluzaložil teologický časopis Concilium a institut zabývající se odkazem Bartoloméa de las Casas, angažoval se také v Křesťanské mírové konferenci.
Zemřel dne 22. října 2024 ve věku 96 let.